# 松田暎子
松田 暎子（まつだ えいこ、1952年5月18日 - 2011年3月9日） は、日本の女優。本名の松田 英子（まつだ えいこ）名義での出演作もある。

## 来歴
神奈川県横浜市出身。捜真女学校高等学部中退。
1968年、寺山修司主宰の劇団「天井桟敷」に入団。天井桟敷時代の芸名は、市川魔胡であった。劇団員として活動する一方、長谷部安春監督の『野良猫ロック マシン・アニマル』（1970年、日活）の端役で映画デビューを果たす。天井桟敷を退団後、ファッションモデルの仕事や米国ロサンゼルスに留学をしていた時期がある。
1976年、大島渚監督の映画『愛のコリーダ』で、主演の阿部定役に抜擢される（松田英子名義）。日本映画初の「本番」が話題となったこの作品で、情夫役の藤竜也を相手に、毒婦と呼ばれた女の純粋さを演じて強烈な印象を残した。
その後は、松田暎子名義で東映京都作品のほか、ATG作品で若松孝二監督の『聖母観音大菩薩』や、日活ロマンポルノ、東映などの数本の映画に出演。1982年のフランス映画『Cinq et la peau』への出演を最後に引退した。
2011年脳腫瘍で死去。

## 出演

### 映画
- 野良猫ロック マシン・アニマル （1970年、日活）
- ネオン警察 ジャックの刺青 （1970年、日活）
- 愛のコリーダ （1976年、大島渚プロ＝アルゴスフィルム） - 定
- 大奥浮世風呂 （1977年、東映京都） - おこよ
- 聖母観音大菩薩 （1977年、若松プロ＝ATG） - 八百比丘尼
- ドーベルマン刑事 （1977年、東映京都） - 紫小袖（ストリッパー役）
- ピンクサロン 好色五人女 （1978年、にっかつ） - ミツ
- 総長の首 （1979年、東映京都） - 浮世（肺病病みの娼婦役）
- Cinq et la peau (Cinqは5、peauは肌の意味）（1982年） - Mari

### テレビドラマ
- 新・木枯し紋次郎 第10話「鴉が三羽の身代金」（1977年、東京12チャンネル） - 菊乃

### バラエティ
- 23時ショー （1971年、NETテレビ）